# Avalancha de éxitos
Avalancha de éxitos es el primer álbum tributo de la banda de rock alternativo Café Tacvba, lanzado al mercado el 5 de noviembre de 1996 a través de Warner Music Group de México. Se lanzo como tercer álbum de la banda, se compone de versiones reimaginadas y experimentales de canciones clásicas de otros artistas hispanohablantes.

## Antecedentes
Culminaba la etapa de Re, la producción discográfica que puso a Café Tacvba en el mapa definitivo del rock en español y, en esa postrimería, el cuarteto ya empezaba a sentir el peso de la vorágine rocanrolera y la presión de cumplir el contrato de la compañía discográfica, de tener que sacar pronto un nuevo material que —de acuerdo a las pretensiones de la compañía— satisficiera el gusto del público, sobre todo, ante la nueva expectativa que se había generado. 
Luego de su actuación en el Festival de Viña del Mar de 1996, la banda se abocó a dar forma a las canciones que ya habían empezado a trabajar en 1995, en plena promoción de Re. Si bien ya tenían las maquetas terminadas, las canciones aún no estaban listas en la parte de arreglos. En consecuencia, el productor Gustavo Santaolalla les propuso hacer un «disco de transición» compuesto únicamente por versiones, idea que la banda aceptó. Después de todo, la banda desde sus inicios acostumbraba a reversionar canciones de otros intérpretes y compositores que admiraban y admiran todavía.

## Producción

### Composición
El concepto del disco le permitió al grupo centrarse en la creatividad de la música, por tanto acordaron iniciar los ensayos trayendo cada uno ideas de qué canciones se incluirían en el álbum. El grupo eligió diversas canciones relacionadas al rock de México de los años 80:

"porque somos hijos de eso. Sentimos que somos un eslabón que está atado a esa generación. Ellos nos dieron el chispazo para que algo en nosotros pudiera desarrollarse (...) Era también decir "esto es, en carne viva, lo que nos dio la música"
Emmanuel del Real

La primera ronda de canciones elegida para el disco incluyó «Chilanga banda» (Jaime López), «Estás perdida» (Ritmo Peligroso), «Planet Earth» (Duran Duran) y «Una mañana» («Morning» de Clare Fischer, popularizada con letra en español por José José), misma que el grupo ya había interpretado para el MTV Unplugged de 1995 y que se publicaría en Un tributo (a José José) de 1998. De esta última, Clare Fischer dijo a la producción que odiaba la versión de José José y estaba de acuerdo con su grabación pero con otra letra y «(Café Tacvba) dijimos que para nosotros no significaba nada Clare Fischer, sino José José». De esta ronda solo quedó «Chilanga banda», tema que la banda conoció por Octavio Hernández, periodista y promotor cultural de Tijuana.
«Metamorfosis» es un tema de la banda mexicana Axis, misma que se presentaba en los lugares de conciertos de la zona de Ciudad Satélite a los que la banda concurría y que ganaron el Primer Festival de Rock Juvenil organizado por la disquera Peerless en 1985. «Ojalá que llueva café» de Juan Luis Guerra fue elegida por la banda al ser un tema que les gustaba de la época en que eran estudiantes y rehecha por iniciativa de Meme como un son huasteco, con jarana y violín dado el trabajo que se había hecho con Alejandro Flores en «Las flores» para el MTV Unplugged de la banda. «No me comprendes» fue sugerencia de Quique, en tanto la banda decidió de forma unánime «Alármala de tos» de Botellita de Jerez, y «No controles», uno de los éxitos en México del grupo Flans en los años ochenta —versión a Olé Olé— y que el grupo eligió por escucharse en las fiestas a las que acudían. «Perfidia» fue elegida desde un inicio como un track instrumental en tributo a la música instrumental de los años sesenta como Santo y Johnny y The Ventures. «Cómo te extraño» fue incluida por sugerencia de la disquera Warner. 
Dentro de los ritmos que se incluyen en las versiones se encuentran el ska, el bolero, el heavy metal, el post-rock, el hiphop, el punk y el son huasteco.

### Grabación
El disco fue grabado en México, en el primer local de ensayo de la banda en Naucalpan. La banda utilizó una consola con ecualizadores aportados por Gustavo Santaolalla con dos micrófonos que registraron lo grabado en ADAT. David Byrne participó en «No controles». Diversos ruidos incidentales causados por las grabaciones en un local de ensayos fueron dejados en el producto final.
Mientras estaban grabando este disco, Quique sugirió el nuevo nombre de Anónimo para Rubén y así fue como apareció «Anónimo» como la voz principal.

## Recepción y promoción
Avalancha de éxitos fue el primer disco de la banda que alcanzaría un sitio alto en la lista de popularidad estadounidense Billboard, el número 12. En México, al igual que el disco anterior Re, tendría una recepción moderada. Fuera de México el álbum les abriría las puertas en el mercado hispanohablante, llevándolos además de los Estados Unidos y Chile, en donde ya se habían presentado, a una gira de dos meses y medio por países en los cuales no se habían presentado incluyendo todo Centroamérica, Sudamérica y países del Caribe como Cuba y la República Dominicana.
El video promocional del disco fue el de «Chilanga banda» que fue dirigido por Ángel Flores con arte a cargo de Eugenio Caballero.

## Lista de canciones
| Avalancha de éxitos | |                                                        |          |  |
| N.º                 | Título | Escritor(es)                                           | Duración |  |
| 1.                  | «Chilanga banda» (originalmente de Jaime López)                                                                                          | Juan Jaime López                                       | 3:32     |  |
| 2.                  | «Metamorfosis» (originalmente de la banda Axis)                                                                                          | Ortiz, Bonilla, Del Corral                             | 5:45     |  |
| 3.                  | «No controles» (Con la participación de David Byrne), (originalmente de Nacho Cano para el grupo Olé Olé, versionada después por Flans.) | Ignacio Cano                                           | 3:07     |  |
| 4.                  | «No me comprendes» (originalmente de Bola de Nieve)                                                                                      | Bola De Nieve                                          | 4:43     |  |
| 5.                  | «Alármala de tos» (originalmente de la banda Botellita de Jerez)                                                                         | Armando Vega Gil, Francisco A. Barrios, Sergio A. Arau | 4:06     |  |
| 6.                  | «Perfidia (instrumental)» (originalmente de Alberto Domínguez)                                                                           | Alberto Domínguez                                      | 3:08     |  |
| 7.                  | «Ojalá que llueva café» (originalmente de Juan Luis Guerra)                                                                              | Juan Luis Guerra                                       | 3:27     |  |
| 8.                  | «Cómo te extraño mi amor» (originalmente de Leo Dan)                                                                                     | Leo Dan                                                | 3:39     |  |
| 39:42               | |                                                        |          |  |

## Miembros

### Músicos
- Anónimo (Rubén Albarrán), voz
- Emmanuel del Real, sintetizadores
- Joselo Rangel, guitarras
- Quique Rangel, tololoche, bajo fretless

### Producción
- Gustavo Santaolalla
- Aníbal Kerpel

## Premios y reconocimientos
- El video de «Chilanga banda» ganó el Premio a video latinoamericano por MTV Latino.